# Червена топлина
„Червена топлина“ (на английски: Red Heat) е американски филм от 1988 година на режисьора Уолтър Хил с участието на Арнолд Шварценегер и Джеймс Белуши.

## Сюжет
Капитан Иван Данко е шеф на отдел „Убийства“ в Москва. Той е изпратен в Чикаго, за да ескортира до СССР грузинския наркотрафикант Виктор Роста, арестуван за дребно пътнотранспортно произшествие. Незнайно за полицията в Чикаго, Роста е търсен в Съветския съюз за убийство на полицай - близък приятел на Данко. В Чикаго, Иван е прикрепен към детектив Арт Ридзик. Различни хора от различни култури, Данко и Ридзик, първоначално имат разногласия, но се сработват и изглаждат отношенията си. Приятели на Виктор устройват засада на двете ченгета, при което грузинецът успява да избяга, а един полицай е убит. Ридзик иска лично да отмъсти на Роста и обединява усилията си с Данко в преследване на беглеца и хората му.

## В ролите
| Изпълнител         | Роля               |
| ------------------ | ------------------ |
| Арнолд Шварценегер | Капитан Иван Данко |
| Джеймс Белуши      | Арт Ридзик         |
| Питър Бойл         | Лу Донели          |
| Ед О’Рос           | Виктор Роставили   |
| Лорънс Фишбърн     | Лейтенант Стобс    |
| Джина Гершон       | Кат Манзети        |
| Ричард Брайт       | Сержант Галахър    |
| Майкъл Хагърти     | Пат Нън            |
| Брент Дженингс     | Абдул Илия         |
| Олег Видов         | Юрий Огарков       |